# Maria Klotylda od św. Franciszka Borgiasza Paillot
Maria Klotylda od św. Franciszka Borgiasza Paillot, (fra.) Marie-Clotilde-Angèle de Saint-François Borgia (ur. 25 listopada 1739, zm. 23 października 1794 w Valenciennes) – błogosławiona Kościoła katolickiego, męczennica, ofiara prześladowań antykatolickich okresu francuskiej rewolucji.
Maria Klotylda od św. Franciszka Borgiasza Paillot była przełożoną klasztoru urszulanek w Valenciennes. Śluby zakonne złożyła w 1764 roku. Po konfiskacie majątku klasztornego i wydaleniu zakonnic dokonanej przez władze w 1792 roku, do czasu przejęcia miasta przez wojska austriackie ukrywała się. Ponownie poprowadziła działalność wychowawczą przerwaną powrotem wojsk rewolucyjnych w sierpniu 1794 roku. Pozostała w klasztorze do aresztowania 1 września i wyrokiem trybunału rewolucyjnego została skazana na śmierć, i zgilotynowana 23 października.
Przed egzekucją wybaczyła swoim katom przez ucałowanie rąk, a na szafot wzorem męczenników wczesnochrześcijańskich weszła odważnie i z pogodą.
Wspominana jest w dies natalis.
Proces informacyjny w diecezji Cabrai toczył się od 15 listopada 1900 do marca 1903 roku. Dekret o braku wcześniejszego publicznego kultu Sług Bożych (non cultu ) ogłoszony został 27 listopada 1907, a dekret o męczeństwie 6 lipca 1919 roku.
Beatyfikacji Marii Klotyldy od św. Franciszka Borgiasza Paillot dokonał 13 czerwca 1920 roku papież Benedykt XV w grupie Męczennic z Valenciennes.